# Studia Mediaevalia Bohemica
Studia Mediaevalia Bohemica (skrót SMB) – czeskie czasopismo naukowe wydawane od 2009 roku wspólnie przez Akademię Nauk Republiki Czeskiej i Uniwersytet Karola; ukazuje się dwa razy w roku. Redaktorami są František Šmahel i Robert Novotný (2020).
Indeksowane w bazie Central and Eastern European Online Library. 